# الزفاف الكبير
الزفاف الكبير (بالإنجليزية: The Big Wedding)‏ هو فيلم كوميدي أُصدر في الولايات المتحدة سنة 2013.

## طاقم التمثيل
- ايان ماكليين
- ديا كيتون
- بن بارنز
- كاثري هيغل
- ماندا سيفريد
- توف غريس
- سوزان ساندون
- روبن ويليام

## القصة
تدور أحداثه خلال عطلة أسبوع ساخنة يقرر فيها زوجان مطلقان منذ فترة طويلة، أن يخدعا الجميع فيقوما بتزيف حقيقة انهما متزوجين، وهذا بسبب اجتماع العائلتين من أجل الزفاف الكبير لأولادهما بالتبني.

## الميزانية والإيرادات
بلغت تكلفة إنتاج الفيلم حوالي 32 مليون دولار بينما حقق أرباحا تقدر بـ 35,770,721 دولار.

## روابط خارجية
- الزفاف الكبير على موقع IMDb (الإنجليزية)
- الزفاف الكبير على موقع ميتاكريتيك (الإنجليزية)
- الزفاف الكبير على موقع الموسوعة البريطانية (الإنجليزية)
- الزفاف الكبير على موقع روتن توميتوز (الإنجليزية)
- الزفاف الكبير على موقع نتفليكس (الإنجليزية)
- الزفاف الكبير على موقع قاعدة بيانات الأفلام العربية
- الزفاف الكبير على موقع ألو سيني (الفرنسية)
- الزفاف الكبير على موقع Turner Classic Movies (الإنجليزية)
- الزفاف الكبير على موقع أول موفي (الإنجليزية)
- الزفاف الكبير على موقع بوكس أوفيس موجو (الإنجليزية)